# Terence McKenna
Terence Kemp McKenna, född 16 november 1946, död 3 april 2000, var en amerikansk etnobotaniker, mystiker, föreläsare, författare och en förespråkare för ansvarsfullt bruk av naturligt förekommande psykoaktiva växter.

## Biografi
McKenna växte upp i en liten, starkt religiös stad i västra Colorado. På grund av en synnedsättning tvingades McKenna bära speciella glasögon med dubbla linser, och han tillbringade mycket av sin ungdom i ensamhet. McKennas farbror introducerade honom för geologi, och därigenom utvecklade han uppskattning för naturen.
Efter att ha läst böcker av Aldous Huxley blev McKenna intresserad av hallucinogener. Hans första upplevelse var när han åt några paket "blomman för dagen"-frön, en erfarenhet som han sagt förändrade hans liv.
Efter att han tagit examen från high school ansökte han till University of California, Berkeley. Han flyttade till San Francisco under sommaren innan skolan började, där han tillsammans med sin granne Barry Melton bekantade sig med cannabis och LSD.
Efter att gått ut skolan med betyg inom ekologi och bevarandebiologi 1969 tillbringade han åren efteråt med att undervisa i engelska i Japan, resa genom Indien och Sydasien, smuggla hasch[källa behövs] och samla på fjärilar till biologiska insamlingsföretag.
McKennas mor dog 1971. Terence, hans bror Dennis och tre vänner reste till colombianska Amazonas i sökandet efter oo-koo-hé, en planta som innehåller DMT. Hans bror Dennis ville att McKenna skulle vara försökskanin, och McKenna har sedan berättat att han kom i kontakt med Logos, en informativ röst som han upplevde var den universella förklaringen till synlig religiös upplevelse. Dessa uppenbarelser ledde till att McKenna utforskade I Ching, vilket i sin tur fick honom att skriva Novelty-teorin. 
Under större delen av 1970-talet höll McKenna en låg profil. Han bodde i ett vanligt förortshem och försörjde sig på pengar från the Magic Mushroom Growers Guide samt sin odling och försäljning av psilocybin-svamp (hallucinogener). Han har uppgett att han slutade med detta som en konsekvens av USA:s "krig mot droger". Han var vid den här tiden efterlyst av Interpol för langning.
McKenna var kollega till Ralph Abraham, Rupert Sheldrake och Riane Eisler och medverkade i deras verkstäder. Han var personlig vän med Tom Robbins, och influerade tänkandet hos olika forskare, författare, artister och skådespelare.
Senare i livet blev McKenna intresserad av antikulturen. McKenna lämnade bidrag till olika psykedeliska och goa-trance albums av The Shamen, Spacetime Continuum, Zuvuya och Shpongle. Många av McKennas bidrag kan även höras på dessa album. 
Utöver psykedeliska droger pratade McKenna även om virtuell verklighet, technopaganism, artificiell intelligens, evolution, utomjordingar och förfädersdyrkan. Han föreslog att människor ska ta hallucinogener i relativt till extremt stora doser; detta skulle personen göra ensam, i mörker utan musik eller annan extern stimulans. De som tog mindre doser missade den fulla potentialen menade McKenna. 
Inom filosofi och religion sade McKenna att han uppskattade Marshall McLuhan, Pierre Teilhard de Chardin, gnostisk kristendom och James Joyce. McKenna var emot alla former av organiserad religion och gurubaserad form av spirituell insikt. Han ansåg att DMT var det ultimata sinnestillståndet och pratade om de "glänsande, självstudsande basketbollarna" eller "självförändrande maskinalver" som man träffar på efter intag. McKenna var öppen i sin tolkning om vad en person upplever under drogpåverkan (på grund av hans motstånd mot monoteism och monogami) och han var öppen för att hallucinogener är en sorts "transdimensionell resa" som får individen att träffa på det som kunde vara utomjordingar, spöken eller jordens andar. 
McKenna skapade tillsammans med sin fru Kathleen Harrison Botanical Dimensions, en etnobotanisk gård på Hawaii, där McKenna bodde fram till att han avled. 
McKenna dog 2000 av glioblastom, en extremt aggressiv typ av hjärncancer. Han blev 53 år gammal.

## McKennas "Stoned Ape"-teori
En av idéerna som McKenna hade är den så kallade "Stoned Ape"-teorin, som förklarar hur människan utvecklades mentalt. Våra förfäder levde i träd och hade en begränsad kost. På grund av klimatförändringar som ledde till torka och därmed förändrad vegetation och mindre föda tvingades förfäderna utforska och lära sig att leva på slätten istället för uppe i träden. Människan blev då jägare och samlare, ett årstidsbundet nomadfolk. McKenna menade att som del av den nya födan intogs svamp innehållande psilocybin. En mindre dos svamp medförde att synen förbättrades, vilket gav människan fördelar i jakten. Mer mat innebar att fler individer kunde överleva. En ökad dos gjorde att sexlusten förhöjdes, vilket ledde till orgier som i förlängningen innebar att gruppen utökades. Individen definierades inte av ett ego utan som en helhet med gruppen. Det var männen som var jägare och kvinnorna som var samlare. Då en kvinna hade funnit föda ute på en vandring behövde hon kommunicera detta med resten av gruppen, vilket ledde till utvecklandet av språk. Männen däremot behövde inte språket i så stor utsträckning, då jakt enligt McKenna till stor del handlade om att sitta tyst och sen snabbt agera. Med tiden upptäckte kvinnorna att det hade växt upp plantor när de återkom till en plats de varit året innan och där de begravt födorester. Människan blev då bofast och började med jordbruk. 
På grund av fortsatt förändrat klimat försvann svampen mer och mer. För att kunna bevara dem man hittade lades de i honung. En effekt av honung är att det kan utvecklas till alkohol. När människan då åt svampen gav den en annan effekt än tidigare. Från att varit ett med gruppen fick man nu upplevelsen av ett jag. Det blev viktigt för mannen vem som var hans son, hans kvinna, hans vapen, hans jaktmarker etc. Den patriarkaliska eran hade börjat.

## Noveltyteorin och Time Wave:Zero Point
En av McKennas idéer är känd under namnet Noveltyteorin. 
Teorin bygger på tanken att universum fungerar likt en maskin som producerar och bevarar "Nya tankar" (Novelty). Enligt teorin ökar och minskar Novelty över tiden enligt en fraktal vågform som benämns timewave zero eller bara timewave. Teorin förutsäger att dessa kurvor når ett extremt läge den 21 december 2012, varefter verkligheten upphör på det sätt vi känner den. Kort innan han dog tog han dock tillbaka teorin om det bestämda datumet och årtalet.[källa behövs]